# Allobaccha nigriceps
Allobaccha nigriceps är en tvåvingeart som först beskrevs av Meijere 1924.  Allobaccha nigriceps ingår i släktet Allobaccha och familjen blomflugor. Inga underarter finns listade i Catalogue of Life.